# Trypogeus coarctatus
Trypogeus coarctatus là một loài bọ cánh cứng trong họ Cerambycidae.